# مكازي
 مكازي هي مدينة في اتحاد جزر القمر تقع على جزيرة القمر الكبرى. في 2012, يقدر عدد سكانها إلى 8 438 نسمة.

## الجغرافيا
المدينة تتكون من عدة أحياء مثل : بركة حيث يوجد راديو كاز ومكتب البريد، نكهوني حيث يوجد المستشفى، مرامبوني, شاجوو، بينفينوي, برازافيل ، دمشق, الخ
شاجوو هي منطقة التسوق، حيث يوجد سوق والمحلات التجارية الرئيسية في المدينة، مكانين - مجلس الشباب و الحي اللاتيني.

### دروس اللغة العربية والدينية
هناك العديد من المدارس القرآنية

## الرياضة
كاز-كلويب هو نادي كرة القدم لمدينة مكازي.

## شخصيات من مكازي
- داود خليفة - رجل سياسة
- سوبرانو - مغني الراب
- Vincenzo - مغني الراب
- Chapso - مغني الراب

## Climat
| البيانات المناخية لـ{{{location}}}                                        | البيانات المناخية لـ{{{location}}} | البيانات المناخية لـ{{{location}}} | البيانات المناخية لـ{{{location}}} | البيانات المناخية لـ{{{location}}} | البيانات المناخية لـ{{{location}}} | البيانات المناخية لـ{{{location}}} | البيانات المناخية لـ{{{location}}} | البيانات المناخية لـ{{{location}}} | البيانات المناخية لـ{{{location}}} | البيانات المناخية لـ{{{location}}} | البيانات المناخية لـ{{{location}}} | البيانات المناخية لـ{{{location}}} | البيانات المناخية لـ{{{location}}} |
| الشهر                                                                     | يناير                              | فبراير                             | مارس                               | أبريل                              | مايو                               | يونيو                              | يوليو                              | أغسطس                              | سبتمبر                             | أكتوبر                             | نوفمبر                             | ديسمبر                             | المعدل السنوي                      |
| ------------------------------------------------------------------------- | ---------------------------------- | ---------------------------------- | ---------------------------------- | ---------------------------------- | ---------------------------------- | ---------------------------------- | ---------------------------------- | ---------------------------------- | ---------------------------------- | ---------------------------------- | ---------------------------------- | ---------------------------------- | ---------------------------------- |
| المصدر: Relevés météorologique de Moroni en °C et mm, moyennes mensuelles |                                    |                                    |                                    |                                    |                                    |                                    |                                    |                                    |                                    |                                    |                                    |                                    |                                    |

## Références
1. ↑  (بالإنجليزية)

 https://web.archive.org/web/20120515215832/http://www.world-gazetteer.com/wg.php?x=. مؤرشف من الأصل في 2012-05-15. {{استشهاد ويب}}: الوسيط |title= غير موجود أو فارغ (مساعدة)
2. ↑  Relevés annuel météorologiques de Moroni نسخة محفوظة 16 سبتمبر 2017 على موقع واي باك مشين.